# 胡珀湾 (阿拉斯加州)
胡珀湾（英語：Hooper Bay），是美国阿拉斯加州的一座城市。该市的人口在2000年为1014人，2010年有1093人。人口在阿拉斯加州排行第26。